# انسجام: وحدت دانش (کتاب)
انسجام: وحدت دانش (به انگلیسی: Consilience: The Unity of Knowledge) کتابی است نوشته زیست‌شناس ادوارد ویلسون که در آن روش‌هایی را مورد بحث قرار می‌دهد که برای متحد کردن علوم استفاده شده‌است و ممکن است در آینده آن‌ها را با علوم انسانی یک‌پارچه کند. این کتاب در سال ۱۹۹۸ منتشر شده‌است.
ویلسون برای توصیف ترکیب دانش از حوزه‌های تخصصی مختلف تلاش‌های بشری از اصطلاح انسجام استفاده می‌کند.